# Sultanat M'Simbati
Das Sultanat m'Simbati war eine Mikronation, die 1959 in Tanganjika vom Engländer Latham Leslie Moore, etwa 25 km südöstlich von Mtwara gegründet wurde.

## Lebensereignisse von Latham Leslie Moore
Latham Leslie-Moore wurde 1893 in Paddington (Stadtteil von London) geboren. Während des Ersten Weltkrieges diente zunächst er als Zweiter Leutnant, später dann als Leutnant in der Royal Field Artillery. Moore kaufte 1924 das Grundstück des Sultanats. Er wurde 1980 auf dem Old Soldiers’ Cemetery in Nanyuki (Kenia) begraben.

## Geschichte des Staates
1959 war das Land Tanganjika eine Kolonie des Vereinigten Königreichs. Moore kaufte das Gebiet des späteren „Sultanats“ und korrespondierte mit den Gouverneuren der Kolonie, wobei er um die formale Anerkennung des Sultanats bat. Als Tanganjika später mit der Volksrepublik Sansibar und Pemba zu dem heutigen Tansania fusionierte, korrespondierte Moore auch mit dem neuen Präsidenten des Landes, Julius Nyerere, und bat um Anerkennung seines Staates sowohl durch ihn als auch durch die Vereinten Nationen. Keine dieser Forderungen wurde jedoch jemals erfüllt.

## Flagge
Die Flagge basierte lose auf anderen traditionellen British-Empire-Flaggen. Sie bestand aus einer Trikolore in den Farben Orange, Blau und Grün mit einem Union Jack in der linken Ecke.

## In der Populärkultur
Moore und sein Sultanat wurden 1983 in John Heminways Buch NO MAN'S LAND vorgestellt.
Das Sultanat wurde auch in dem Buch Colours of the Fleet von Malcolm Farrow erwähnt. Das Buch ist ein Kompendium aller bekannten Flaggen auf der Grundlage der Britischen.